# Dallas
Dallas è una città dello Stato del Texas. È la città più popolosa della Dallas-Fort Worth Metroplex, che risulta essere la quarta area metropolitana più popolosa degli Stati Uniti. La popolazione della città è al nono posto negli Stati Uniti e la terza nel Texas dopo Houston e San Antonio. La maggior parte della città si trova nella contea di Dallas, di cui è capoluogo; tuttavia, alcune sezioni della città si trovano nelle contee di Collin, Denton, Kaufman e Rockwall. Secondo il censimento del 2020, la città aveva una popolazione di 1.304.379 abitanti.
Dallas è una delle città in più rapida crescita negli Stati Uniti. Dal 2010 al 2016, Dallas ha registrato la migrazione nazionale netta più elevata nel paese, superiore a 300.000. Nel complesso, l'area metropolitana di Dallas-Fort Worth ha avuto il secondo più grande aumento di popolazione tra le aree metropolitane degli Stati Uniti, che ha registrato una popolazione di 7.846.293 unità a partire dal 1º luglio 2018, con un aumento di 807.000 persone rispetto al censimento del 2010. Situata nel Texas settentrionale, Dallas è il nucleo principale della più grande area metropolitana del Sud e della più grande area metropolitana interna degli Stati Uniti che non ha collegamenti navigabili con il mare.
Dallas e la vicina Fort Worth si sono sviluppate a causa della costruzione di importanti linee ferroviarie attraverso l'area per consentire l'accesso a cotone, bovini e successivamente petrolio nel Texas settentrionale e orientale. La costruzione dell'Interstate Highway System rafforzò l'importanza di Dallas come nodo di trasporto con quattro principali autostrade interstatali convergenti nella città e un quinto anello interstatale attorno ad esso. Dallas si è sviluppata come forte centro industriale e finanziario, nonché importante porto interno, grazie alla convergenza delle principali linee ferroviarie, autostrade interstatali e alla costruzione dell'Aeroporto Internazionale di Dallas-Fort Worth, uno degli aeroporti più grandi e più trafficati del mondo.
Dallas è classificata come città globale "beta (+)". L'economia di Dallas è considerata diversa, con settori dominanti tra cui la difesa, i servizi finanziari, l'informatica, le telecomunicazioni e i trasporti. Serve come quartier generale per 9 aziende di Fortune 500 entro i confini della città. La Dallas-Fort Worth Metroplex ospita altre aziende di Fortune 500 tra cui ExxonMobil (Irving), J. C. Penney (Plano) e American Airlines (Fort Worth). La città ha una popolazione da una miriade di origini etniche e religiose ed è riconosciuta per avere la sesta più grande popolazione LGBT negli Stati Uniti.

## Geografia fisica

### Territorio

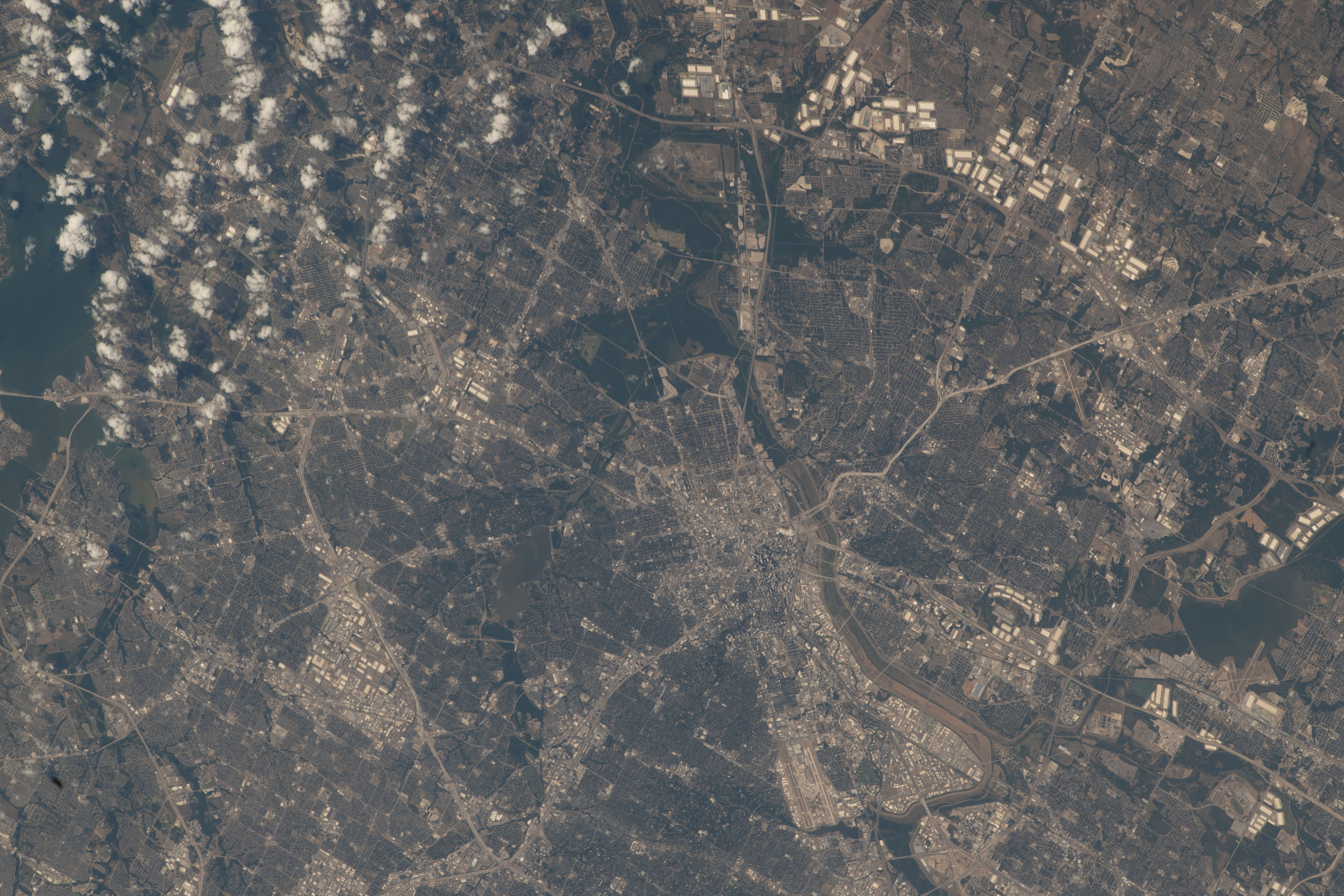
Vista satellitare della città scattata durante l'Expedition 67

Dallas è il capoluogo della contea di Dallas. Parti della città si estendono nelle vicine contee di Collin, Denton, Kaufman e Rockwall. Secondo lo United States Census Bureau, la città ha un'area totale di 999,3 km², 881,9 km² di Dallas sono costituiti da terreno mentre i restanti 117,4 km² sono costituiti da acqua. Dallas costituisce un quinto dell'area urbanizzata molto più grande conosciuta come Dallas-Fort Worth Metroplex, in cui vive un quarto di tutti i texani.

### Clima
Dallas ha un clima subtropicale umido (classificazione dei climi di Köppen: Cfa) caratteristico delle Southern Plains degli Stati Uniti. È anche continentale, caratterizzato da un intervallo di temperatura annuale relativamente ampio. Situato all'estremità inferiore del Tornado Alley, è soggetto a condizioni meteorologiche estreme, tornado e grandinate.
Le estati a Dallas sono molto calde e umide. Luglio e agosto sono in genere i mesi più caldi, con un picco medio di 36 °C e un minimo medio di 25 °C. Il record assoluto di tutti i tempi è di 45 °C, fissato il 26 e il 27 giugno 1980 durante l'ondata di caldo del 1980 nel vicino Aeroporto Internazionale di Dallas-Fort Worth.
Gli inverni a Dallas sono miti o freschi, con occasionali periodi di freddo. Il mese di gennaio è in genere il mese più freddo, con un picco medio diurno di 14 °C e un minimo notturno medio di 3 °C. La normale temperatura media giornaliera a gennaio è di 8,3 °C, ma si possono verificare bruschi cambiamenti di temperatura, poiché i forti fronti freddi noti come "Blue Northers" attraversano la regione di Dallas, costringendo i massimi diurni sotto i 10 °C segnare per diversi giorni alla volta e spesso tra giorni con temperature superiori a 27 °C. L'accumulo di neve è visto in città in circa il 70% delle stagioni invernali, e le nevicate si verificano generalmente 1-2 giorni all'anno per una media stagionale di 3,8 cm. Alcune aree della regione, tuttavia, ricevono più di questo, mentre altre aree ricevono nevicate trascurabili o del tutto assenti. La temperatura minima record di tutti i tempi all'interno della città è di -19 °C, impostata il 18 gennaio 1930.
La primavera e l'autunno sono stagioni di transizione con clima moderato e piacevole. I fiori selvatici vibranti (come lupinus, castilleja e altra flora) fioriscono in primavera e vengono piantati lungo le autostrade del Texas. Il tempo di primavera può essere piuttosto volatile, ma le temperature sono miti. Anche il tempo a Dallas è generalmente piacevole da fine settembre a inizio dicembre e in molti giorni invernali. L'autunno porta spesso più tempeste e minacce a tornado, ma in genere meno numerose e meno severe rispetto a quelle primaverili.
Ogni primavera, i fronti freddi che si spostano a sud dal nord entrano in collisione con l'aria calda e umida che scorre dalla costa del golfo, portando a forti temporali con fulmini, torrenti di pioggia, grandine e, occasionalmente, tornado. Nel corso del tempo, i tornado sono stati probabilmente la più grande minaccia naturale per la città, in quanto è vicino al cuore di Tornado Alley.
Qualche volta ogni inverno a Dallas, l'aria calda e umida proveniente da sud supera l'aria fredda e secca, causando pioggia sopraffusa e problemi nel traffico cittadino se le strade diventano scivolose. Temperature di 21 o più gradi °C si verificano in media per almeno 4 giorni ogni mese invernale. Dallas ha una media di 26 notti all'anno con temperature sotto lo zero, con l'inverno 1999-2000 che ha il record di tutti i tempi con il minor numero di notti gelide, con 14. Dal 2000 al 2015 la temperatura nella regione è scesa solo due volte sotto i -9 °C, anche se scende sotto i -7 °C nella maggior parte (67%) degli anni. In sintesi, gli estremi e le variazioni del clima invernale sono più facilmente visibili a Dallas e nel Texas nel suo insieme che lungo le coste del Pacifico e dell'Atlantico, a causa della posizione all'interno del continente nordamericano. La mancanza di monti a nord consente la spazzata dei sistemi atmosferici artici.
Il Dipartimento dell'agricoltura degli Stati Uniti colloca Dallas nella Plant Hardiness Zone 8a. Tuttavia, le temperature invernali miti negli ultimi 15-20 anni hanno incoraggiato l'orticoltura di alcune piante sensibili al freddo come le palme Washingtonia filifera e Washingtonia robusta. Secondo l'American Lung Association, Dallas ha il 12º inquinamento atmosferico più alto tra le città degli Stati Uniti, posizionandosi dietro a Los Angeles e Houston. Gran parte dell'inquinamento atmosferico a Dallas e nell'area circostante proviene da un impianto di incenerimento di materiali pericolosi nella cittadina di Midlothian e da installazioni di cemento nella vicina contea di Ellis.
Il minimo giornaliero a Dallas è di 14,1 °C e il picco medio giornaliero è di 24,9 °C. Dallas riceve circa 955 mm di pioggia all'anno. L'innevamento record per Dallas è stato di 28 cm l'11 febbraio 2010.
| Dallas              | Mesi | Mesi | Mesi | Mesi | Mesi  | Mesi | Mesi | Mesi | Mesi | Mesi  | Mesi | Mesi | Stagioni | Stagioni | Stagioni | Stagioni | Anno  |
| Dallas              | Gen  | Feb  | Mar  | Apr  | Mag   | Giu  | Lug  | Ago  | Set  | Ott   | Nov  | Dic  | Inv      | Pri      | Est      | Aut      | Anno  |
| ------------------- | ---- | ---- | ---- | ---- | ----- | ---- | ---- | ---- | ---- | ----- | ---- | ---- | -------- | -------- | -------- | -------- | ----- |
| T. max. media (°C)  | 16   | 18   | 21   | 25   | 29    | 33   | 36   | 36   | 32   | 26    | 21   | 17   | 17       | 25       | 35       | 26,3     | 25,8  |
| T. min. media (°C)  | 5    | 8    | 11   | 13   | 18    | 23   | 25   | 24   | 21   | 18    | 13   | 7    | 6,7      | 14       | 24       | 17,3     | 15,5  |
| Precipitazioni (mm) | 48   | 58,7 | 79,5 | 87,9 | 134,6 | 99,6 | 61,7 | 55,1 | 67,3 | 118,1 | 66,3 | 64,3 | 171,0    | 302,0    | 216,4    | 251,7    | 941,1 |

## Storia
Preceduto da migliaia di anni di culture diverse, il popolo Caddo abitò l'area di Dallas prima che i coloni spagnoli reclamassero il territorio del Texas nel XVIII secolo come parte del Vicereame della Nuova Spagna. Più tardi, anche la Francia rivendicò l'area, ma non fondò mai molti insediamenti.
Nel 1819 il trattato Adams-Onís tra Stati Uniti e Spagna definì il Red River come il confine settentrionale della Nuova Spagna, collocando ufficialmente la futura posizione di Dallas all'interno del territorio spagnolo. L'area rimase sotto il dominio spagnolo fino al 1821, quando il Messico dichiarò l'indipendenza dalla Spagna e l'area fu considerata parte dello stato messicano di Coahuila y Tejas. Nel 1836 i texani, con una maggioranza di coloni angloamericani, ottennero l'indipendenza dal Messico e formarono la Repubblica del Texas.
Nel 1839 Warren Angus Ferris mappò l'area intorno all'odierna Dallas. John Neely Bryan fondò un insediamento permanente vicino al fiume Trinity chiamato Dallas nel 1841. L'origine del nome è incerta. Il consenso generale è che la città prende il nome da Dallas, in Scozia, o dal senatore George Mifflin Dallas di Filadelfia, Pennsylvania. Altre teorie potenziali per l'origine includono suo fratello, il commodoro Alexander James Dallas, così come i fratelli Walter R. Dallas o James R. Dallas. La Repubblica del Texas fu annessa dagli Stati Uniti nel 1845 e la contea di Dallas fu istituita l'anno successivo. Dallas è stata formalmente incorporata come città il 2 febbraio 1856.

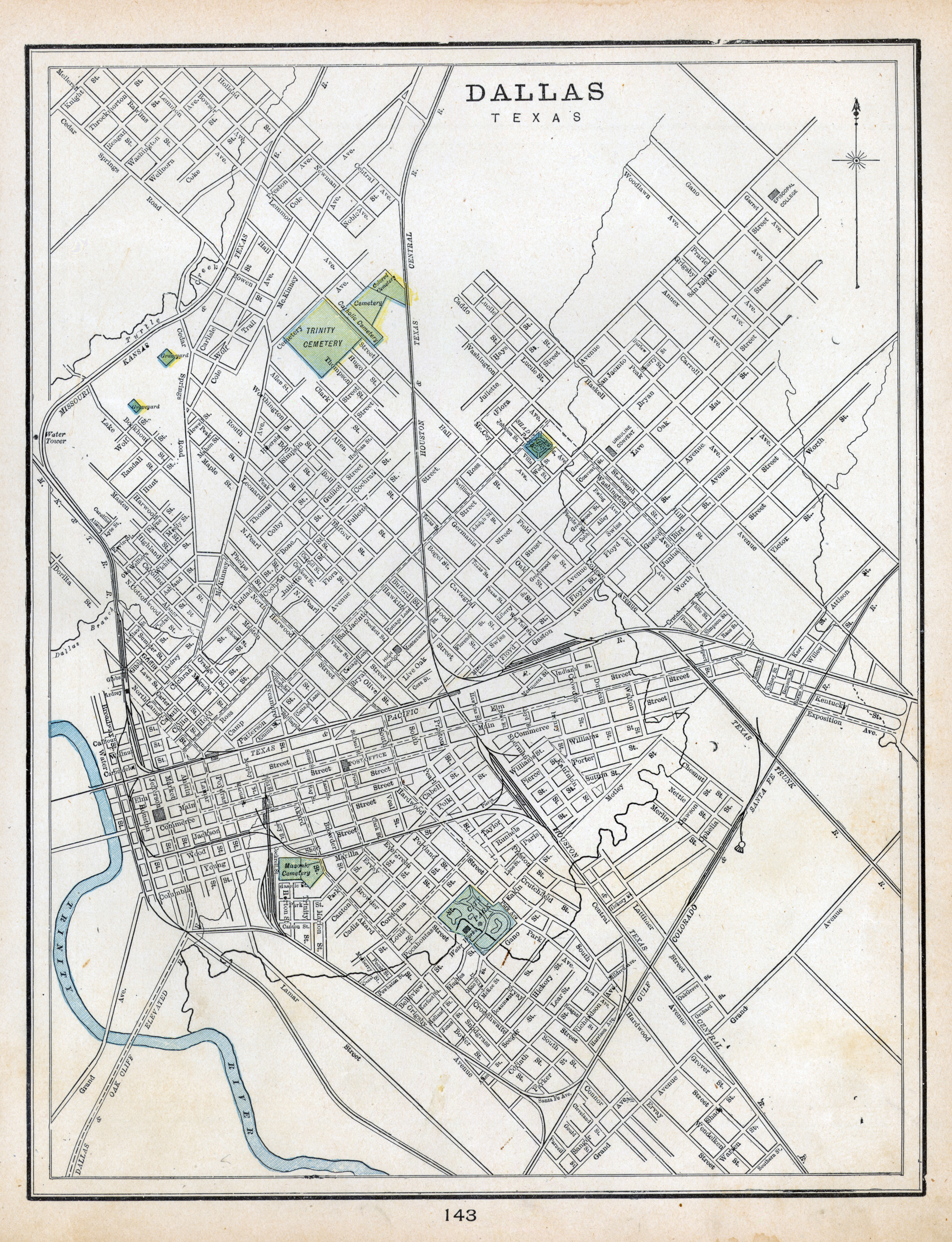
Mappa di Dallas, 1890

Con la costruzione di ferrovie, Dallas divenne un centro commerciale e fu in piena espansione alla fine del XIX secolo. Divenne una città industriale, attraendo lavoratori dal Texas, dal Sud e dal Midwest. Il Praetorian Building di 15 piani, costruito nel 1909, fu il primo grattacielo a ovest del Mississippi e l'edificio più alto del Texas per qualche tempo. Ha segnato l'importanza di Dallas come città. Fu costruita una pista per i purosangue e i loro proprietari fondarono il Dallas Jockey Club. I trottatori correvano su una pista a Fort Worth, dove era basato un club di piloti simile. La rapida espansione della popolazione aumentò la competizione per posti di lavoro e alloggi.
Nel 1921 il presidente messicano Álvaro Obregón insieme all'ex generale rivoluzionario visitò il Mexican Park a Little Mexico nel centro di Dallas; il piccolo parco era all'angolo tra le strade di Akard e Caruth, sito dell'attuale Fairmount Hotel. Il piccolo quartiere di Little Mexico ospitava la popolazione ispanica che era venuta a Dallas a causa di fattori come il sogno americano, migliori condizioni di vita o la rivoluzione messicana.
Il 22 novembre 1963, il presidente John Fitzgerald Kennedy fu assassinato su Elm Street mentre il suo corteo automobilistico passava attraverso Dealey Plaza, nel centro di Dallas. I due piani superiori dell'edificio da cui il presunto assassino Lee Harvey Oswald sparò a Kennedy, il Texas School Book Depository, sono stati trasformati in un museo storico che copre la vita e le realizzazioni dell'ex presidente.
Il 7 luglio 2016 sono stati sparati diversi colpi a una protesta pacifica tenutasi nel centro di Dallas in risposta agli omicidi di due uomini di colore provenienti da altri stati. Il sicario, in seguito identificato come Micah Xavier Johnson, iniziò a sparare contro gli agenti di polizia alle 8:58, uccidendo cinque ufficiali e ferendone nove. Anche due passanti rimasero feriti. Questo segnò il giorno più letale per le forze dell'ordine statunitensi dagli attacchi dell'11 settembre. Johnson disse alla polizia durante una situazione di stallo che era arrabbiato per le recenti sparatorie della polizia di uomini di colore e voleva uccidere i bianchi, specialmente gli ufficiali bianchi. Dopo ore di trattative fallite, la polizia fece ricorso a una bomba consegnata da un robot, uccidendo Johnson all'interno dell'El Centro College. La sparatoria accade in un'area degli hotel, ristoranti, aziende e appartamenti residenziali a pochi isolati da Dealey Plaza.

## Società

### Evoluzione demografica

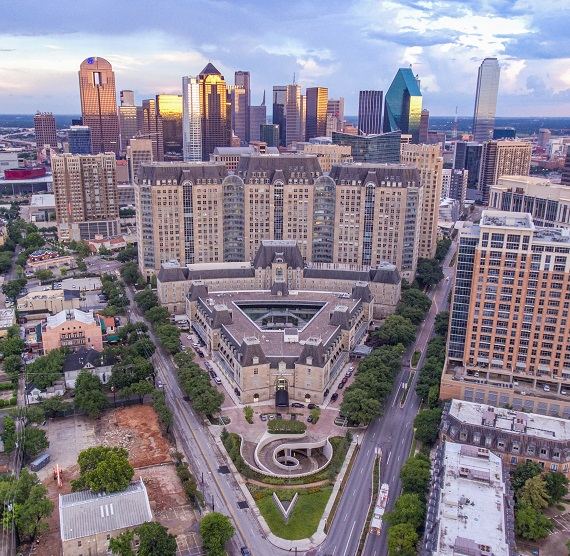
Uptown Dallas e Downtown Dallas sullo sfondo

Secondo il censimento del 2010, la popolazione era di 1.197.816 abitanti.
Secondo gli ultimi dati disponibili del 2018, la città ha una popolazione di 1.345.047 persone.

### Etnie
Secondo il censimento del 2010, la composizione etnica della città era formata dal 50,7% di bianchi, il 25,0% di afroamericani, lo 0,7% di nativi americani, il 2,9% di asiatici, lo 0,0% di oceaniani, il 18,1% di altre etnie, e il 2,6% di due o più etnie. Ispanici o latinos di qualunque etnia erano il 42,4% della popolazione.

## Cultura

### Istruzione
Nella città sono presenti 337 scuole pubbliche, 89 scuole private, 38 college e 32 biblioteche.

#### Biblioteche
Dallas è servita dal sistema dal Dallas Public Library. Esso è stato originariamente creato dalla Dallas Federation of Women's Clubs, in particolare dalla Presidente, la signora Henry (May Dickson) Exall. Oggi la biblioteca dispone di 27 sedi in tutta la città, tra cui la J. Erik Jonsson Central Library del Distretto governativo della Downtown.

#### Scuole
La maggior parte delle persone della città vivono all'interno del Distretto Scolastico Indipendente di Dallas (Dallas Independent School District), il 12º distretto scolastico per dimensioni degli Stati Uniti e il secondo (sempre per dimensioni) del Texas. È frequentato da 161 000 studenti. Nel 2006 una delle principali scuole del distretto, la School for the Talented and Gifted di Oak Cliff (un borgo di Dallas), è stata nominata la migliore scuola pubblica degli Stati Uniti da Newsweek, mantenendo la posizione nel 2007 e nel 2009. Un'altra scuola appartenente al distretto, il Science and Engineering Magnet, ha raggiunto l'ottavo posto nello stesso sondaggio del 2006 e ha raggiunto il secondo posto nella classifica dell'anno successivo.

#### Musei
- Dallas Museum of Art
- Sixth Floor Museum
- Kimbell Art Museum a Fort Worth
- Meadows Museum

### Media
Dallas possiede numerosi giornali locali, riviste, stazioni televisive e stazioni radio che servono l'agglomerato di Dallas-Fort Worth, il 5 ° mercato mediatico più grande degli Stati Uniti. L'Hispanic Broadcasting Corporation (HBC), la più grande società del settore delle stazioni radio in lingua spagnola, ha sede a Dallas. Nel 2003 la HBC è stata acquistata dalla Univision e cambia nome in Univision Radio Inc.; nonostante questo, le stazioni radio rimangono comunque nella città.

### Arte
Il distretto artistico nel nord della Downtown è sede di diversi incontri ed è il più grande quartiere artistico degli USA.

### Cucina
Dallas è nota per il suo barbecue, la cucina autentica messicana e quella Tex-Mex. Un famoso prodotto consumato a Dallas è il Margarita.

## Economia

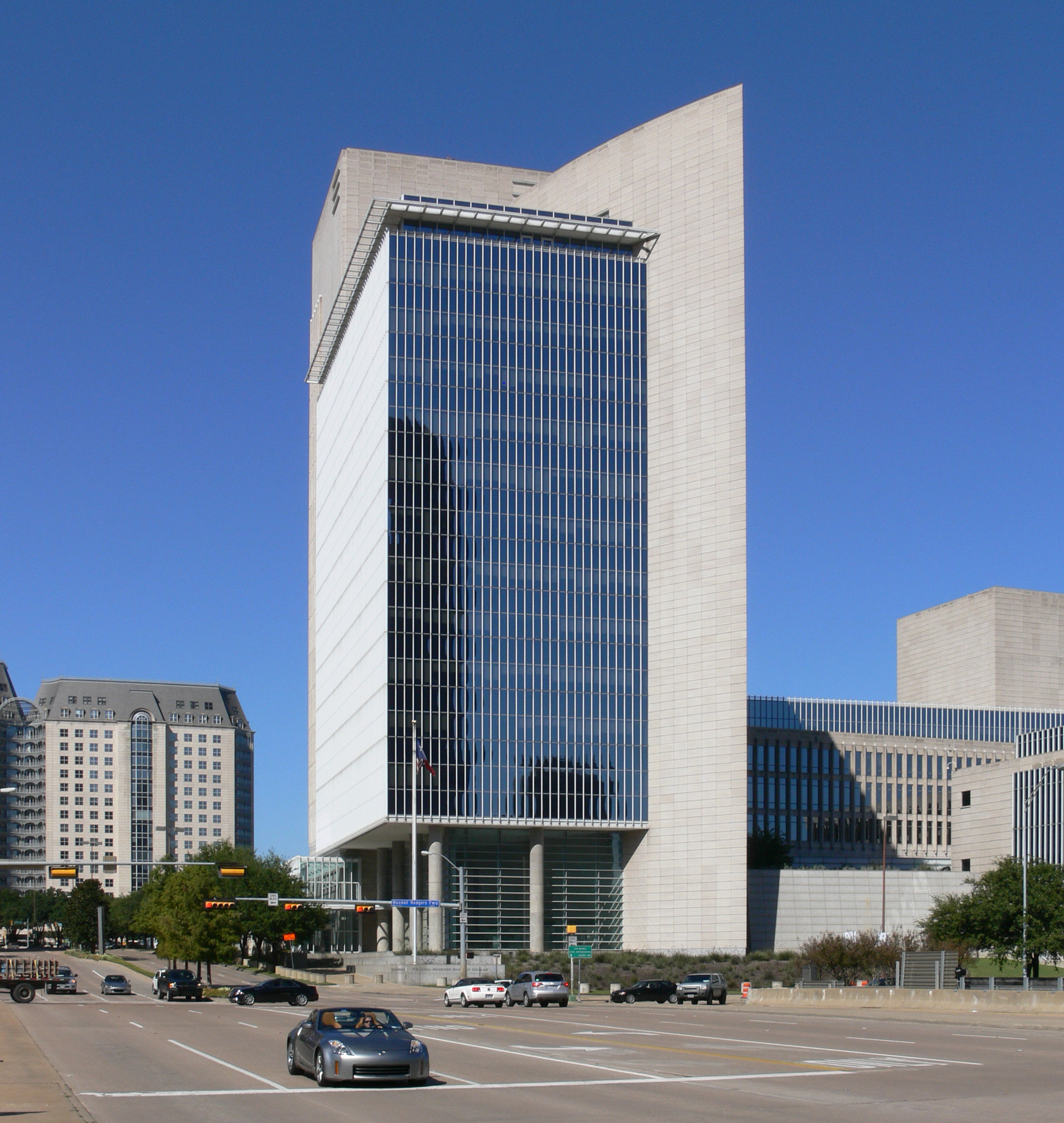
La sede della Federal Reserve di Dallas

All'inizio l'economia di Dallas si basava sull'agricoltura e sulla sua posizione privilegiata nelle rotte commerciali dei nativi americani. Nel 1873 vennero costruite più linee ferroviarie attraverso la città. Nel 1900 la città divenne il più grande mercato interno del cotone nel mondo, diventando il leader nel settore della produzione di sgranatrici di cotone. Nel 1930 venne scoperta la presenza di petrolio ad est di Dallas, vicino a Kilgore, in Texas, inserendo la città al centro del mercato petrolifero della nazione. La scoperta della presenza del petrolio nel Bacino Permiano, nel Panhandle, nella costa del golfo e nell'Oklahoma negli anni successivi hanno ulteriormente consolidato la posizione di Dallas come centro del mercato petrolifero.
Il Telecom Corridor, situato a Richardson, ospita più di 5 700 aziende. A Dallas ha sede la Texas Instruments Incorporated, il terzo produttore mondiale di dispositivi elettronici; possiede inoltre centri di produzione, sviluppo e commercializzazione in 3 diversi continenti. Solo presso la sede e le centrali nella città impiega 10 400 dipendenti. La società d'ingegneria Jacobs Engineering nell'ottobre 2016 si è trasferita da Pasadena a Dallas. Nella città ha sede la Susan G. Komen for the Cure, la più grande e più conosciuta organizzazione contro il cancro al seno negli Stati Uniti. Dal 1931 è presente l'Highland Park Village. A Dallas è stato costruito il secondo centro commerciale più grande del Texas, ossia il NorthPark Center, oltre alla Galleria Dallas. Entrambi ricoprono un ruolo importante nel settore turistico della città. Secondo l'elenco annuale "The Richest People in America" della rivista Forbes pubblicato il 21 settembre 2011 la città stessa ospita 17 miliardari, 3 in più rispetto al 2009. Nel 2009 era la sesta città al mondo per numero di miliardari.

## Infrastrutture e trasporti

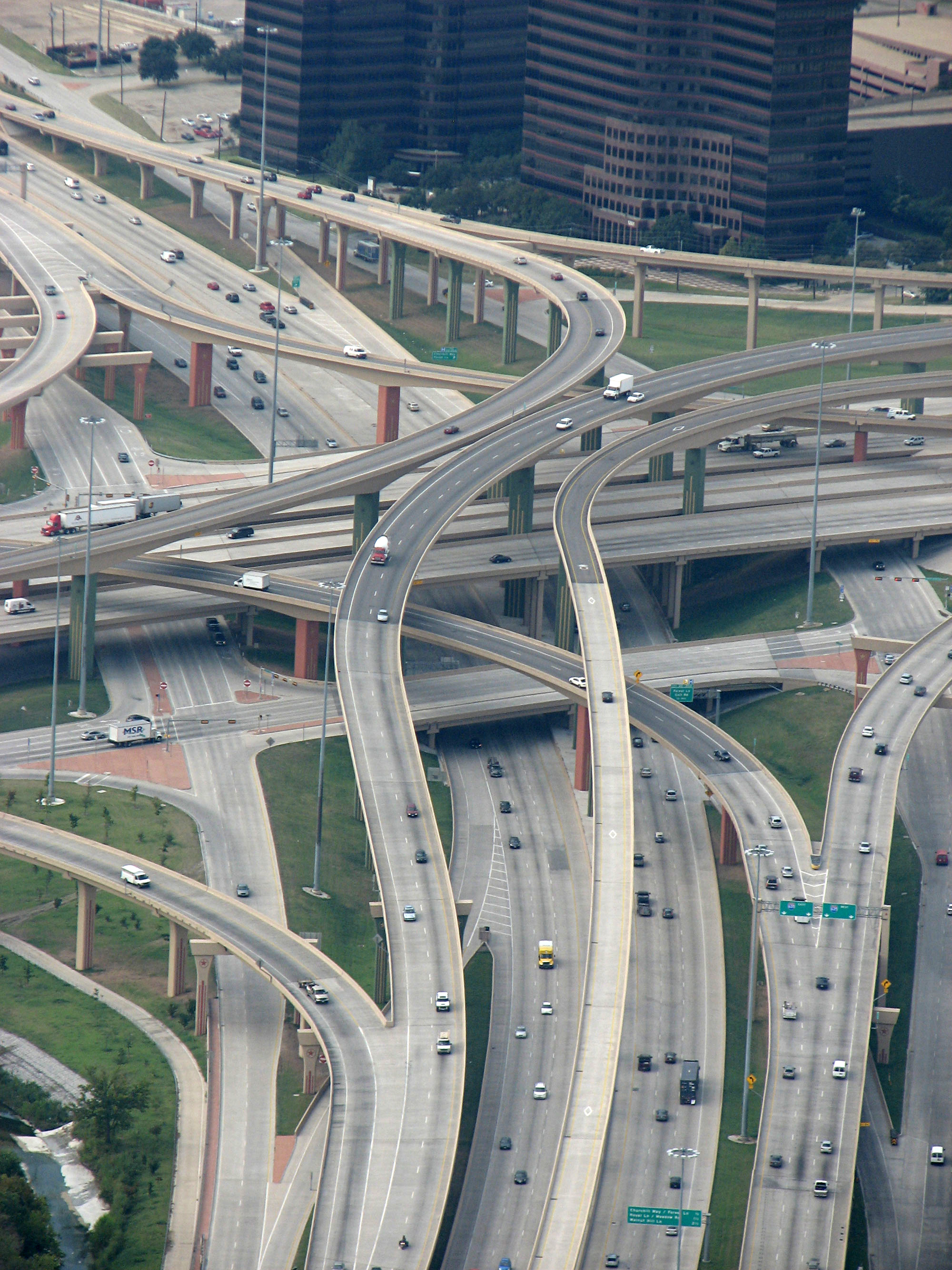
Snodi stradali presso la High Five Interchange

La città è servita da 2 aeroporti: l'Aeroporto Internazionale di Dallas-Fort Worth e il Love. La città dispone anche di una rete metrotranviaria, una linea tranviaria classica, una linea tranviaria esercitata con vetture storiche e di un servizio ferroviario suburbano denominato Trinity Railway Express.
Tra le opere pubbliche più recenti si segnala il Margaret Hunt Hill Bridge, sul fiume Trinity, progettato dall'architetto Calatrava e inaugurato nel 2012, a cui si aggiunge l'High Five Interchange, un notevole intersezione a livelli sfalsati che si sviluppa su cinque livelli.

## Amministrazione

### Gemellaggi
- Brno[43];
- Digione;
- Monterrey;
- Riga;
- Saratov;
- Taipei[44];
- Sendai;
- Tientsin;
- Tsingtao;
- Dalian;
- Nanchino

## Sport
Dallas è rappresentata in tutte le principali leghe professionistiche statunitensi:
- I Dallas Cowboys (NFL - football americano) giocano all'AT&T Stadium di Arlington
- I Dallas Mavericks (NBA - pallacanestro) giocano all'American Airlines Center e occasionalmente anche nell'AT&T Stadium
- I Dallas Stars (NHL - hockey su ghiaccio) giocano all'American Airlines Center
- I Texas Rangers (MLB - baseball) giocano all'Globe Life Field di Arlington
- L'FC Dallas (MLS - calcio) gioca al Toyota Stadium di Frisco
- I Dallas Wings (WNBA - pallacanestro femminile) giocano al College Park Center di Arlington
- I Dallas Jackals (MLR - rugby) giocano al Choctaw Stadium di Arlington

Da segnalare anche la presenza di uno dei centri della WOGA, famoso team della ginnastica artistica a livello mondiale.